# Knežević Kosa
Knežević Kosa is een plaats in de gemeente Vojnić in de Kroatische provincie Karlovac. De plaats telt 135 inwoners (2001).